# Зигоманис, Майк
Майкл «Майк» Зигоманис (англ. Michael «Mike» Zigomanis; род. 17 января 1981, Норт-Йорк, Канада) — канадский хоккеист, центральный нападающий. Обладатель Кубка Стэнли 2009 года в составе «Питтсбург Пингвинз».

## Игровая карьера
30 января 2006 года «Каролина» обменяла Майка Зигоманиса, Джесси Булериса, права на Магнуса Канберга, выбор в первом и четвёртом (от «Торонто») раунде драфта 2006 года и выбор в четвёртом раунде (от «Чикаго») драфта 2007 года в «Сент-Луис Блюз» на Дага Уэйта и Эркки Раямяки.
21 июля 2006 года Зигоманис подписал контракт с «Финикс Койотис». 17 февраля 2007 года Майк продлил соглашение с клубом на два года.
9 октября 2008 года «Финикс» обменял Зигоманиса в «Питтсбург Пингвинз». В январе 2009 года Майк травмировал плечо, из-за чего ему пришлось перенести операцию. Он пропустил оставшуюся часть регулярного чемпионата и восстановился только к финальной серии плей-офф Кубка Стэнли, в которой, впрочем, не играл.
19 октября 2009 года Майк Зигоманис подписал пробный контракт с «Торонто Марлис», но 10 ноября перешёл в шведский «Юргорден» и подписал с клубом годичный контракт. По окончании сезона он покинул «Юргорден».
15 июля 2010 года Зигоманис вернулся в Торонто и подписал контракт на один год с «Торонто Мейпл Лифс». 12 июля 2011 года Зигоманис подписал контракт с «Торонто Марлис». 18 апреля 2013 года Майк Зигоманис был награждён Яник Дюпре Мемориал Эворд — приз, вручаемый за участие в общественной жизни и благотворительных организациях.
10 июля 2013 года Майк Зигоманис перешёл в «Рочестер Американс» в качестве свободного агента.
```
Майку Зигоманису принадлежит рекорд результативных передач клуба 
АХЛ
 «
Торонто Марлис
».
```